# 30073 Erichen
30073 Erichen este un asteroid din centura principală de asteroizi.

## Descriere
30073 Erichen este un asteroid din centura principală de asteroizi. A fost descoperit pe 9 martie 2000 la Socorro, New Mexico, în cadrul proiectului LINEAR. Asteroidul prezintă o orbită caracterizată de o semiaxă mare de 2,28 ua, o excentricitate de 0,17 și o înclinație de 4,6° în raport cu ecliptica.